# Rodnikí (Ivànovo)
|  | Per a altres significats, vegeu «Rodnikí». |

Rodnikí - Родники (rus) - és una ciutat de l'óblast d'Ivànovo, a Rússia.

## Història
La vila de Rodnikí ja existeix d'ençà el 1606, i aconseguí l'estatus de ciutat el 1918..